# 寺西薬品
寺西薬品株式会社（てらにしやくひん）は、医薬品・衛生材料・化粧品の卸売を中心とする日本の企業であった。現在はメディセオ・パルタックホールディングスグループの一社エバルスである。医薬品の卸売手。

## 概要
- 本社は広島県広島市銀山町
- 昭和11年2月設立

社長・寺西正一　　専務・月田陽介　　専務・寺西貞香・小林勝・宮崎新平

## 営業所
- 広島県：広島市・可部町
- 山口県：岩国市・宇部市

## 備考
- 薬業卸に三女傑ありといわれた一人が「寺西貞香」であった（北海道の秋山テツ「秋山愛生舘」・下関市の土谷イシ「土谷薬品」）。